# Six bagatelles pour quatuor à cordes (Webern)

Les Six Bagatelles pour quatuor à cordes, op. 9 (en allemand : Sechs Bagatellen für streichquartett) d'Anton Webern sont une œuvre pour quatuor à cordes composée entre 1911 et 1913. Elle est publiée et créée en 1924.

## Mouvements
1. Mäßig (juin-juillet 1913)
2. Leicht bewegt (été 1911)
3. Ziemlich fließend (été 1911)
4. Sehr langsam (été 1911)
5. Äußerst langsam (été 1911)
6. Fließend (juin-juillet 1913)

Durée : environ quatre minutes

## Création
L'œuvre est jouée pour la première fois le 19 juillet 1924 en Allemagne, au festival de Donaueschingen, par le quatuor Amar.

## Commentaires
« Le titre des Bagatelles a été suggéré à Webern par Emil Hertzka (directeur des Editions Universal), probablement en référence à celles de Beethoven en tant que chefs-d’œuvre de concision. » Le titre reprend en effet celui des Six bagatelles de Ludwig van Beethoven, l'œuvre se veut très courte et économe de moyens. 